# Jansugirov
Jansugirov (kazakh : Жансүгіров) est une localité de l’oblys d'Almaty au Kazakhstan. C’est le chef-lieu du District d'Aksou.

## Géographie
Jansugirov est le chef-lieu du district d'Aksou.
La ville porte le nom de l'écrivain Ilyas Jansugurov.